# Simmeler Bach
Koordinaten: 50° 24′ 0″ N, 6° 29′ 29″ O
Das Naturschutzgebiet Simmeler Bach liegt auf dem Gebiet der Gemeinde Dahlem im Kreis Euskirchen in Nordrhein-Westfalen.
Das Gebiet erstreckt sich nordwestlich des Kernortes Dahlem und südöstlich von Neuhaus, einem Ortsteil der Gemeinde Hellenthal, entlang der Simmel, eines linken Zuflusses der Kyll. Nördlich des Gebietes verläuft die Landesstraße L 110 und östlich die B 51. Nördlich des Gebietes erstreckt sich das 60,9 ha große Naturschutzgebiet (NSG) Rotbach, südlich das 60,2 ha große NSG Baasemer Heide und westlich das 22,5 ha große NSG Wolfweid.

## Bedeutung
Das etwa 108,6 ha große Gebiet wurde im Jahr 2001 unter der Schlüsselnummer EU-077 unter Naturschutz gestellt. Schutzziele sind
- die Erhaltung und Optimierung des beeinträchtigten Bach-Altholzbestand-Brachwiesen-Komplexes mit gefährdeten Tier- und Pflanzenarten,
- Sicherung des naturnahen Bachlaufes mit Auenbereich und der umgebenden wertvollen Grünlandbereiche,
- Erhaltung und z. T. Wiederherstellung eines strukturreichen Baches und Entwicklung zu einem naturnahen Auenbiotop,
- Renaturierung des ausgebauten Kleebaches und Erhaltung des Ufergehölzsaumes und der Feuchtwiesen,
- Sicherung der naturnahen, unverbauten Bach-Auenlandschaft vor zerstörendem Eingriff,
- Erhaltung des naturnaher Bachlaufes mit begleitendem Erlensaum und umgebenden Feuchtwiesen,
- Erhaltung und Förderung des beeinträchtigten, nur noch z. T. naturnahen Bach-Feuchtgrünland-Komplexes,
- Sicherung eines Borstgrasrasens und
- Wiederherstellung der durch Beweidung beeinträchtigten Bereiche.[2]